# Joan Littlewood
Joan Littlewood   (Londres, 6 d'octubre de 1914 - París, 20 de setembre de 2002) va ser una directora de teatre anglesa. Formada a la Royal Academy of Dramatic Art, és coneguda per desenvolupar a Manchester el grup Theatre Workshop (1945), un intent de teatre popular, amb una sèrie d'idees radicals i desafiament al teatre tradicional. El seu estil es basava en la improvisació i la creació col·lectiva i el seu grup va arribar a viure en al Teatre Reial de Stratford mentre es restaurava.
Va produir The Hostage (1958) i Oh, What a Lovely War (1963), dos muntatges de gran importància. Va tenir una influència decisiva en el teatre polític dels anys 70, i ha estat anomenada "la mare del teatre modern".
El 2018 la Royal Shakespeare Company va estrenar Miss Littlewood, un musical basat en la seva vida.